# Тумнін (селище)
Тумні́н (рос. Тумнин) — селище у складі Ванінського району Хабаровського краю, Росія. Адміністративний центр та єдиний населений пункт Тумнінського сільського поселення.

## Історія
Тумнін засновано в 1945 році як станція на залізниці Комсомольськ-Совєтська Гавань, статус селища з 28 травня 1947 року. До травня 1984 року селище входило до територіального підпорядкування виконавчого комітету Тулучинської сільської Ради народних депутатів, пізніше була утворена окрема Тумнінська сільська рада.

## Населення
Населення — 1000 осіб (2010; 1352 у 2002).
Національний склад (станом на 2002 рік):
- росіяни — 93 %

| 2002 | 2010  | 2011 | 2012  | 2013 | 2014 | 2015 |
| ---- | ----- | ---- | ----- | ---- | ---- | ---- |
| 1352 | ↘1000 | ↘992 | ↗1000 | ↘990 | ↘939 | ↗975 |
| 2016 | 2017  | 2018 | 2019  | 2020 |      |      |
| ↘913 | ↘879  | ↘868 | ↘854  | ↘840 |      |      |

## Господарство

### Транспорт
Селище Тумнін обслуговується Дистанцією цивільних споруд НГЧ-8, Совгаванською дистанцією колії ПЧ-19, Дистанцією сигналізації, централізації і блокування ШЧ-10, Дистанцією електропостачання ЕЧ-5. У селищі є однойменна залізнична станція 4 класу, а також квиткова каса.

### Освіта і культура
У сільському поселенні «Селище Тумнін» є дві освітні установи: загальноосвітня школа і дитячий сад. Середню загальноосвітню школу відвідують 128 школярів. У 2013 році побудована нова школа. У дитячому садку функціонує дві різновікові групи, які відвідують 37 дітей[коли?].
Є Будинок Культури і бібліотека.

### Охорона здоров'я

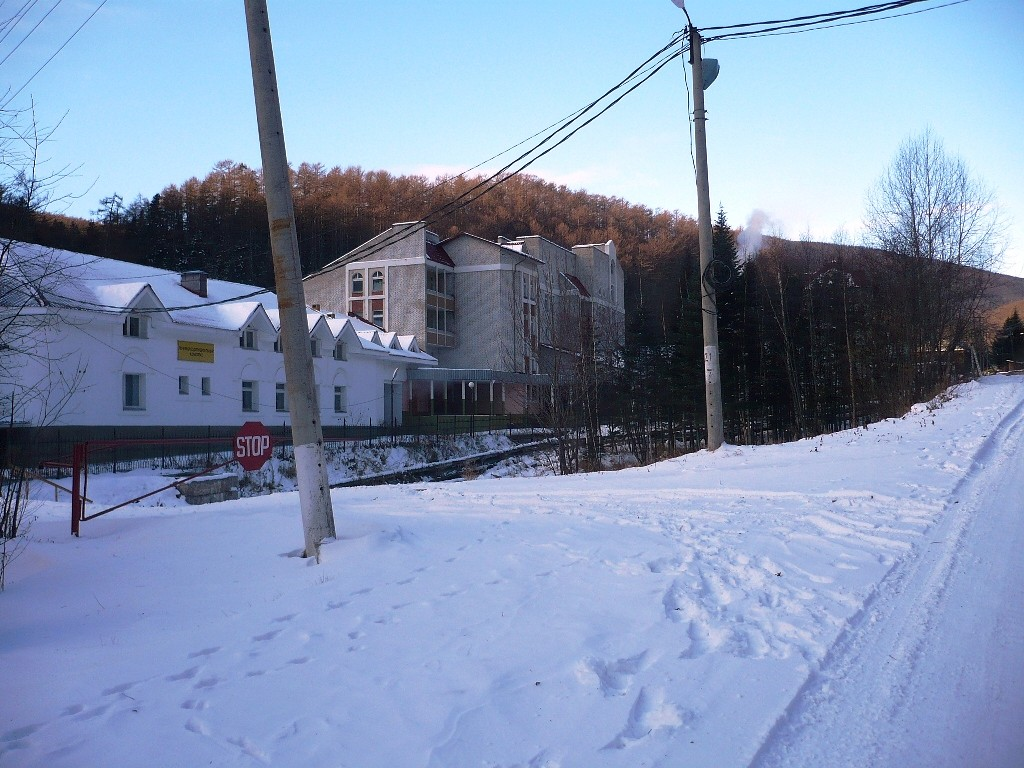
Тумнінський санаторій

Медичне обслуговування населення селища здійснює фельдшерсько-акушерський пункт. Аптека відсутня, забезпечення лікарськими препаратами населення селища здійснюють медичні працівники ФАПу.

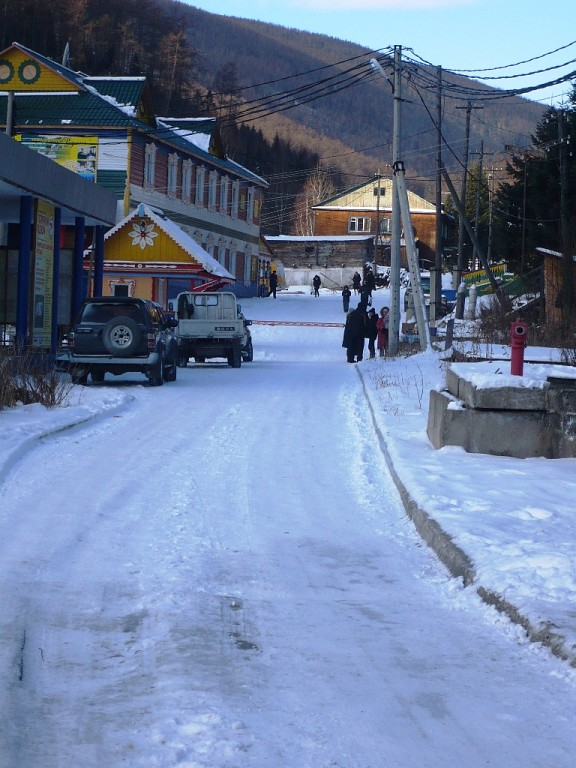
Тумнінський санаторій

За 10 кілометрів від станції є Тумнінське джерело (мінеральні радонові води), де розташовуються санаторій РЖД «Гарячий ключ» і кілька лікувально-профілактичних установ різної форми власності. Комплекс будівель розташований у мальовничому виярку. Від станції до джерела ходить автобус.

### Зв'язок
Засоби зв'язку в селі представлені відділенням поштового зв'язку Ванінського поштамту УФ ПС і Ванінською дільницею Совєтсько-Гаванського МРУЕС, із загальною монтованою ємністю станції 200 номерів. АТС і пошта розташовані в одній будівлі.
На території поселення є власний ретранслятор, який приймає три телеканали — Перший канал, Росія-1 і Перше крайове телебачення. Телекомунікаційна Компанія надає послуги стільникового зв'язку в селищі — «МТС». На території Тумнінського джерела мінеральних радонових вод — «Білайн».